# Lluís Pericot i Garcia
Lluís Pericot i Garcia (Gérone, 2 septembre 1899-Barcelone, 12 octobre 1978) est un archéologue et préhistorien espagnol.

## Biographie
Licencié d'histoire à la Faculté de philosophie et lettres de Barcelone (1918), il prépare son doctorat sur La Civilizacion megalitica catalana y la cultura pirenaica (La civilisation mégalithique catalane et la culture pyrénéenne) à l'Université centrale de Madrid. Il y rencontre Hugo Obermaier et, avec Pere Bosch i Gimpera, collabore au Service des excavations de l'Institut d'études catalanes et voyage à Narbonne et Béziers pour y examiner les sites archéologiques.
De 1919 à 1922, il travaille comme professeur assistant à titre bénévole puis devient professeur auxiliaire à la Faculté de philosophie et lettres de Barcelone (1922) et obtient la chaire d'Histoire antique et médiévale à l'Université de Saint-Jacques-de-Compostelle en 1925.
Après une visite des musées parisiens (1926), il travaille pendant un mois au British Museum et visite l'Angleterre, l'Écosse et le pays de Galles. Professeur à l'Université de Valence dont il devient sous-directeur du Service de recherche préhistorique de la Députation provinciale (1926-1949), il forme des disciples et effectue de nombreuses fouilles dont celle de la Cueva del Parpalló). En 1931, il reçoit une bourse du Comité pour l’accroissement des études afin d'étudier le Paléolithique supérieur en Angleterre, en Italie et en France et suit les cours d'Henri Breuil et de Raymond Vaufrey à l'Institut de paléontologie humaine de Paris.
Commissaire provincial des fouilles de Gérone, puis directeur du Service des excavations archéologiques de la Députation provinciale de Barcelone, co-directeur de l'Institut de Préhistoire méditerranéenne, on lui doit de nombreuses fouilles en Catalogne, dans les îles Baléares et dans les alentours de Valence. Il fait en outre un nombre important de voyages en Europe, en Afrique, en Asie et en Amérique, il est l'hôte de Vere Gordon Childe à Édimbourg en 1945.
Correspondant de l'Académie royale d'histoire d'Espagne (1944), il en est élu membre en 1972. Il est aussi membre de l'Institut archéologique allemand, de la British Academy et docteur honoris causa de l'Université de Toulouse ainsi que chevalier de la Légion d'honneur.

## Travaux
- La Prehistoria de la Peninsula ibérica, 1923
- La Civilizacion megalitica catalana y la cultura pirenaica, 1925
- Los Aborigenes de Sudamerica, avec A. Venturino, 1930
- La Cueva del Parpallo (Gandia). Excavaciones del Servicio de investigacion prehistorica de la Excma, 1942
- Polis. Historia Universal. Politica. Antegüedad, 1945
- La España primitiva (Desde el Protolitico hasta la Edad del Hierro), 1950
- Trabajos y Titulos del Dr. D. Luis Pericot Garcia, 1950
- Las Raices de España, 1951
- Historia de Marruecos, 1953
- The Prehistoric Art of the Western Mediterranean and the Sahara, avec E. Ripoll, 1964